# Aarfa

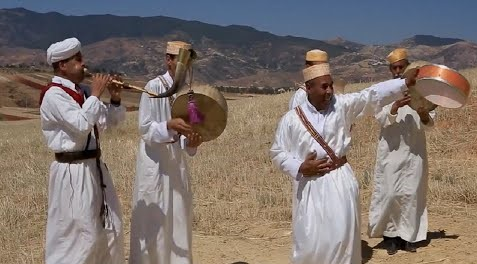
Groupe de Aarfa à Temsaman, Rif.

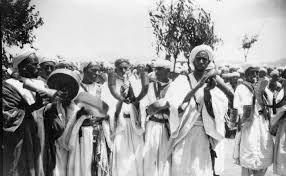
Imdiazen lors d'une cérémonie à Ait Touzine (début des années 1950).

La Aarfa aussi appelé Ach-chyoukh, (en Berbère : Imedyazen, « Les troubadours ») est une danse guerrière originaire du Rif. Elle forme le folklore des tribus rifaines au nord-est du Maroc. La Aarfa a inspiré le style Reggada qui s’est répandu depuis les provinces de Nador, Driouch et Berkane dans les provinces de Oujda, Taourirt, Al Hoceima, Taza, Guercif et dans le nord-ouest algérien. La Aarfa, danse guerrière rifaine a donné naissance à la musique reggada. Elle ne doit pas être confondue avec l'allaoui, une autre danse similaire.

## Musique traditionnelle
Les troupes de Aarfa sont composées d'un meneur appelé cheikh, de joueurs de flûte et de joueurs de bendir. Le cheikh dans son rôle de meneur, dicte le tempo, chante et fait aussi les dédicaces. On dit alors qu'il barrah (arabe) ou itragha (berbère). Autrefois, les troupes d'Imedyazen étaient accompagnés par des guerriers (Ibaroudiyen en berbère) qui tiraient une salve de poudre selon les ordres du cheikh. Cette pratique a aujourd'hui disparu. 
Il existe quatre répertoires principaux pour les Imdiazen, qui ont été quelque peu influencés par la prosodie arabe :
- Izran : Le cheikh chante des vers en berbère, appelés Izran. Ceux-ci sont entrecoupés par un refrain appelé Aya ralla buya ;
- Lġiwan : Il s'agit d'un style de prose typique des tribus Bni Iznassen, Bni Bouyahyi ou encore Mtalsa chanté le plus souvent en arabe ;
- Laarour : Poème satirique rifain ;
- Aya moulay negh : Il s'agit d'une prose uniquement chantée lors de la Tameghra (mariage) en l'honneur du marié.

## Instruments

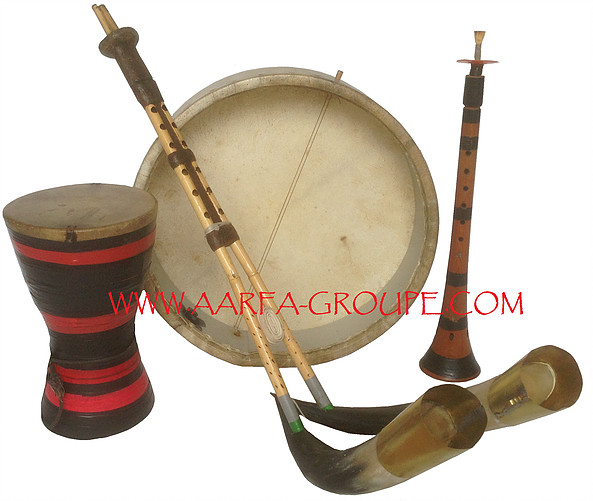
Exemple d'instrument utilisé par les groupes de Aarfa

Ce folklore musical est basé sur ces instruments traditionnels et artisanaux :
- le bendir/Adjoun : instrument à percussion, grand cadre de bois en forme de cercle, recouvert par une peau d'animal tendue ;
- le zamar / Azamar :  instrument phare de la aarfa et typiquement zénète marocain ;
- le guellal / Aqellal : instrument à percussion, tronc d'arbre travaillé à la main pour qu'il soit creux recouvert à une des extrémités par une peau d'animal tendue. il produit un bruit assez grave et légèrement résonnant. Principalement utilisé dans la province de Berkane ;
- la tsantsouna : instrument à percussion, petite poterie recouverte d'une peau. Similaire au guellal mais de plus petite taille.
- la ghayta : instrument à vent, ressemblant un peu au hautbois, qui produit un son fort et aigu ;
- la  Gasba/ thamja  : instrument à vent, assimilé à la flûte. Elle est jouée lentement et produit un son rauque.

## Aujourd'hui[Quand?]
Il existe encore des Mechyakha (troupe de cheikh) chez les Beni Touzine, les Temsaman, les Igzennayen et les Guelaya. Mais c'est sans conteste les tribus des Beni Iznassen qui ont su le plus sauvegarder ce folklore, et qui possède aujourd'hui le plus grand nombre de cheikhs. Berkane est aujourd'hui considéré comme étant la capitale de la Aarfa. La Aarfa s'est aujourd'hui diffusée dans d'autres villes de l'Oriental comme Oujda ou Jerada alors qu'elle n'y était pas présente à l'origine.